# Plumbaginaceae
Le  Plumbaginacee (Plumbaginaceae Juss., 1789) sono una famiglia di piante angiosperme che include numerose piante da giardino, coltivate in tutto il mondo per i loro fiori.

## Descrizione
La maggior parte delle specie di questa famiglia sono piante perenni che crescono come cespugli, ma alcune si sviluppano come liane.

## Biologia
Sono piante ermafrodite la cui impollinazione avviene ad opera di insetti.

## Distribuzione ed habitat
Si trovano in differenti regioni climatiche, dalle zone artiche a quelle tropicali, ma sono in particolar modo associate con le steppe, le paludi ed i litorali marini.

## Tassonomia
Nel Sistema Cronquist, le Plumbaginacee venivano posizionate nell'ordine Plumbaginales che includeva esclusivamente questa famiglia. La moderna classificazione filogenetica assegna invece la famiglia all'ordine Caryophyllales.
La famiglia comprende i seguenti generi:
- Acantholimon Boiss.
- Aegialitis
- Armeria R.Br.
- Bakerolimon (Hook.f.) Lincz.
- Bamiana Lincz.
- Bukiniczia Lincz.
- Cephalorhizum Popov & Korovin
- Ceratolimon M.B.Crespo & Lledó
- Ceratostigma Bunge
- Dictyolimon Rech.f.
- Goniolimon Boiss.
- Ikonnikovia Lincz.
- Limoniastrum Heist. ex Fabr.
- Limoniopsis Lincz.
- Limonium Mill.
- Myriolimon Lledó, Erben & M.B.Crespo
- Neogontscharovia Lincz.
- Plumbagella Spach
- Plumbago Tourn. ex L.
- Psylliostachys (Jaub. & Spach) Nevski
- Saharanthus M.B.Crespo & Lledó